# Stanhope (Kent)
Stanhope is een civil parish in het bestuurlijke gebied Ashford, in het Engelse graafschap Kent met 4068 inwoners.